# Dove World Outreach Center
Dove World Outreach Center är en starkt antiislamsk fristående kristen församling i Gainesville, Florida, USA. 
Kyrkan har ett 50-tal medlemmar och leds sedan 2004 av den kontroversielle pastorn Terry Jones, som den 20 mars 2011 organiserade en ”rättegång” mot islam som förklarades skyldig till bland annat ”mord, våldtäkt och terrorism”.  
Koranen skulle därför bestraffas med döden genom bränning, något som Jones kollega Wayne Sapp verkställde på en utomhusgrill utanför kyrkan i Gainesville.
Denna händelse resulterade i protester i den muslimska världen. Den 1 april 2011 hölls en demonstration efter fredagsbönen, utanför den Blå moskén i Mazar-e-Sharif i norra Afghanistan. Upplopp bröt ut och en grupp demonstranter attackerade en FN-bas i staden, satte flera byggnader i brand och öppnade de eld mot personalen. Elva personer dödades, däribland sju utländska FN-anställda från Sverige, Norge, Nepal och Rumänien. 
Lördagen den 2 april ägde protester rum i staden Kandahar i södra Afghanistan; hundratals protesterade där mot koranbränningen, säkerhetsstyrkor sköt i luften och uppemot tio människor dödades. - De har förolämpat Koranen! ropade en av demonstranterna.
Pastor Jones förklarade att han inte ångrade sin handling, som fördömdes av såväl president Obama som Afghanistans president Hamid Karzai. Den sistnämnde krävde att USA ställer pastor Jones inför rätta för koranbränningen. 

### Fotnoter
1. ↑  Koranbränning låg bakom attack Svenska Dagbladet, 1 april 2011
2. ↑  Ny attack mot Nato i Afghanistan Arkiverad 5 april 2011 hämtat från the Wayback Machine. Ystads Allehanda, 2 april 2011
3. ↑  Karzai: Ställ pastor till svars för koranbränning Ekot, Sveriges Radio, 3 april 2011